# Agama doriae
Espèce
Synonymes
- Agama doriae sennariensis Werner, 1914
- Agama doriae cordofanensis Werner, 1929
- Agama agama benueensis Monard, 1951

Agama doriae est une espèce de sauriens de la famille des Agamidae.

## Répartition
Cette espèce se rencontre au Ghana, au Togo, au Nigeria, au Cameroun, en Centrafrique, au Soudan, au Soudan du Sud, en Éthiopie et en Érythrée,

## Liste des sous-espèces
Selon The Reptile Database (29 mars 2012) :
- Agama doriae benueensis Monard, 1951
- Agama doriae doriae Boulenger, 1885

## Étymologie
Cette espèce est nommée en l'honneur de Giacomo Doria.

## Publications originales
- Boulenger, 1885 : Description d’une espèce nouvelle d’agame. Annali del Museo Civico di Storia Naturale di Genova, sér. 2, vol. 2, p. 127-128 (texte intégral).
- Monard, 1951 : Résultants de la mission zoologique suisse au Cameroun. Reptiles. Mémoires de l'Institut d'Afrique Noire, centre du Cameroun, série Sciences naturelles, vol. 1, p. 123-170.